# Greenfield (Tennessee)
Greenfield es una ciudad ubicada en el condado de Weakley en el estado estadounidense de Tennessee. En el Censo de 2010 tenía una población de 2.182 habitantes y una densidad poblacional de 227,82 personas por km².

## Geografía
Greenfield se encuentra ubicada en las coordenadas 36°9′54″N 88°48′26″O / 36.16500, -88.80722. Según la Oficina del Censo de los Estados Unidos, Greenfield tiene una superficie total de 9.58 km², de la cual 9.53 km² corresponden a tierra firme y (0.46%) 0.04 km² es agua.

## Demografía
Según el censo de 2010, había 2.182 personas residiendo en Greenfield. La densidad de población era de 227,82 hab./km². De los 2.182 habitantes, Greenfield estaba compuesto por el 0.09% blancos, el 8.89% eran afroamericanos, el 0.14% eran amerindios, el 0.09% eran asiáticos, el 0% eran isleños del Pacífico, el 0.37% eran de otras razas y el 0.87% pertenecían a dos o más razas. Del total de la población el 1.15% eran hispanos o latinos de cualquier raza.